# Valerio Conti (Radsportler)
Valerio Conti (* 30. März 1993 in Rom) ist ein italienischer Radrennfahrer. Er gilt als Bergspezialist.

## Karriere
Conti erhielt 2014 einen Vertrag beim UCI WorldTeam Lampre-Merida, für das er im Vorjahr bereits als Stagiaire gefahren war. In seinem ersten Jahr dort gewann er das Eintagesrennen Gran Premio Beghelli. Bei der Vuelta a España 2016 gewann er die hügelige 13. Etappe, nachdem er sich aus einer zwölfköpfigen Spitzengruppe abgesetzt hatte. Ende Oktober 2016 erlitt Conti durch einen Sturz beim Mountainbikefahren eine offene Fraktur des rechten Unterarms.
Während des Giro d’Italia 2019 übernahm Conti als Zweiter der sechsten Etappe das Maglia Rosa des Gesamtführenden, das er fünf Etappen lang erfolgreich verteidigte und erst auf der Bergetappe nach Pinerolo an Jan Polanc abgeben musste. Bei der Türkei-Rundfahrt 2019 verpasste er wiederum als Zweiter der Gesamtwertung den ersten Sieg bei einer Rundfahrt. Mit der Trofeo Matteotti 2020 erzielte er den vorerst letzten Sieg seiner Karriere.
Nach acht Jahren im UAE Team verließ er zur Saison 2022 das Team, um seiner Karriere – nach eigener Aussage – frischen Wind zu verleihen. Zusammen mit sechs weiteren Fahrern war er Teil einer italienischen Fraktion, die durch das Astana Qazaqstan Team neu verpflichtet wurde. Nach seinem sturzbedingten Ausscheiden aus dem Giro 2022 hatte er jedoch nur noch zwei Renneinsätze und blieb ohne weitere Erfolge.
Obwohl Conti noch einen Vertrag für die Saison 2023 hatte, wechselte er vorzeitig zum Team Corratec, das 2023 neu als UCI ProTeam lizenziert wurde. Im Team soll er Aufgaben als Kapitän sowie als Mentor für die jüngeren Fahrer wahrnehmen. Beim Giro 2023 als Kapitän ins Rennen gegangen, musste er bereits nach der fünften Etappe mit Beckenbruch erneut aufgeben.

## Erfolge
2010
- eine Etappe Tre Ciclista Bresciana

2011
- Gesamtwertung und zwei Etappen Tre Ciclista Bresciana
- eine Etappe Trofeo Karlsberg
- Trofeo Dorigo Porte

2014
- Gran Premio Beghelli

2015
- eine Etappe Tour of Japan

2016
- eine Etappe Vuelta a España

2020
- Trofeo Matteotti

## Grand Tours-Platzierungen
| Grand Tour            | 2014 | 2015 | 2016 | 2017 | 2018 | 2019 | 2020 | 2021 | 2022 | 2023 |
| --------------------- | ---- | ---- | ---- | ---- | ---- | ---- | ---- | ---- | ---- | ---- |
| Giro d’ItaliaGiro     | –    | –    | –    | 68   | 24   | DNF  | 101  | 89   | DNF  | DNF  |
| Tour de FranceTour    | –    | –    | –    | –    | –    | –    | –    | –    | –    | –    |
| Vuelta a EspañaVuelta | 112  | 151  | 66   | –    | 60   | 70   | –    | –    | –    | –    |